# Corynomalus separandus
Corynomalus separandus es una especie de coleóptero de la familia Endomychidae.

## Distribución geográfica
Habita en Colombia y Perú.